# Chile en la clasificación de Conmebol para la Copa Mundial de Fútbol de 2026
La selección de fútbol de Chile fue uno de los diez equipos nacionales que participaron en la clasificación de Conmebol para la Copa Mundial de Fútbol, en la que se definen los representantes de Conmebol para la Copa Mundial de Fútbol de 2026 que se desarrollará en Canadá, Estados Unidos y México.
La etapa preliminar —también denominada Eliminatorias— se juega en América del Sur desde septiembre de 2023 hasta septiembre de 2025.
El seleccionado chileno no logró clasificar a la Copa Mundial de Fútbol de 2026, tras obtener 10 puntos, inalcanzables a los 18 puntos de Venezuela

## Sistema de juego
Inicialmente, con la ampliación de la Copa Mundial de Fútbol de 32 a 48 equipos, la FIFA planteó a Conmebol el cambio de su sistema eliminatorio por uno dividiendo a las 10 selecciones participantes en dos grupos de cinco, enfrentándose entre sí, clasificando las tres primeras de cada grupo al Mundial, mientras la cuarta de cada grupo se enfrentaría en un duelo de repesca para buscar el medio cupo al Torneo de Repechajes.
Sin embargo, la Conmebol decidió de manera unánime comunicar a la FIFA que mantendrá el formato bajo el sistema de todos contra todos, adoptado desde la clasificación para el mundial de Francia 1998, siendo la octava vez y de forma consecutiva que se jugarán partidos de ida y vuelta entre los miembros de la confederación.
Los primeros seis puestos accederán de manera directa a la Copa Mundial de Fútbol de 2026. La selección que logre el séptimo puesto disputará la repesca intercontinental.

## Previa y preparación
Luego del nuevo fracaso de la selección chilena rumbo a la Copa Mundial de Fútbol de 2022, el presidente de la ANFP Pablo Milad, presentó al ex director técnico de la Selección de fútbol de Paraguay Eduardo Berizzo como el nuevo entrenador de La Roja el 26 de mayo de 2022, quien previamente había sido ayudante de Marcelo Bielsa durante 2007 a 2011 cuando este último dirigía a la selección chilena.
Su rendimiento como entrenador de la selección durante el año 2022 fue muy pobre, disputando un total de 7 partidos amistosos, incluyendo una participación en la Copa Kirin, en donde La Roja no conoció la victoria, teniendo un rendimiento de 14.29% producto de 3 empates y 4 derrotas, siendo el peor rendimiento desde la era de Pedro García con al menos 5 partidos dirigidos, tras el partido no oficial de la sub-23 ante el club Santiago Wanderers en enero de 2023, el cual La Roja olímpica sufrió una contundente goleada de 5 a 0, Berizzo recibió fuertes críticas por parte de los medios y de la opinión pública en general.
Para el 2023, La Roja disputó un total de 4 partidos amistosos, los cuales fueron ante Paraguay, Cuba, República Dominicana y Bolivia, su primer partido en Santiago ante La Albirroja fue un triunfo ajustado de 3-2, ante los cubanos en Concepción, fue un 3-0 a favor de Chile, ante los dominicanos en Viña del Mar fue una goleada de 5-0 con triplete de Ben Brereton y ante el conjunto altiplánico en Santa Cruz de la Sierra fue un empate sin goles, terminando así su preparación.

## Proceso de clasificación
2023
Chile comenzó las eliminatorias el 8 de septiembre de 2023 ante Uruguay, Berizzo dio una nómina de 45 jugadores, donde se encuentran tanto jugadores que disputaron el inicio de las eliminatorias como también jugadores que disputaron el torneo de fútbol en los Juegos Panamericanos, en esta se destacó las ausencias de históricos como Mauricio Isla, Eduardo Vargas y Claudio Bravo, este último debido a un conflicto interno tras no presentarse en los amistosos de junio de 2023, también ausencias como Matías Fernández Cordero y Álex Ibacache, titulares en sus respectivos clubes, además de bajas por lesión como Paulo Díaz y Matías Zaldivia, el 27 de agosto se sumó la baja de Eugenio Mena tras sufrir una fuerte lesión en el partido de Universidad Católica ante Ñublense.
Chile en su debut frente a Uruguay en Montevideo, pudo resistir a un conjunto celeste sumamente superior, pero al minuto '38 Nicolás de la Cruz anotó el 1-0 parcial, minutos después Federico Valverde anota el 2-0, luego en el segundo tiempo a los '71 minutos, Erick Pulgar pierde el balón haciendo que nuevamente de la Cruz anotara para el conjunto charrúa, tres minutos después, Arturo Vidal quien había ingresado por Charles Aránguiz al minuto '67, aprovechó un rebote de Diego Valdés tras un tiro que se estrelló en el travesaño, logró descontar para Chile, el partido terminó por 3 a 1 a favor de Uruguay.
El 12 de septiembre se enfrentó ante Colombia en el Estadio Monumental, a pesar de que La Roja fue superior al conjunto cafetero, no pudo marcar la diferencia hasta el minuto '76 donde Guillermo Maripán anotó de cabeza tras un tiro libre, sin embargo fue anulado por posición adelantada, sumado a la baja de Arturo Vidal durante el partido por un problema en rodilla, La Roja obtuvo un empate sin goles, obteniendo 1 punto de 6 posibles, igualando el peor comienzo de Chile en las clasificatorias de 2002 y 2022.
Posteriormente el 12 de octubre, jugó ante Perú, nuevamente en el Estadio Monumental, donde Chile fue superior en todo el partido, y terminó ganando por 2 a 0 con goles de Diego Valdés y de Marcelino Núñez.
Sin embargo el 17 de octubre, La Roja enfrentó a Venezuela en Maturín, donde debutó como titular el lateral derecho de Huachipato Felipe Loyola, quien cumplió en el encuentro, sin embargo no evitó la derrota por 3-0 con goles de Yeferson Soteldo, que aprovechó un error de Paulo Díaz al final del primer tiempo, Salomón Rondón y Darwin Machís en los minutos '72 y '78 respectivamente, sumado a la expulsión de Marcelino Núñez por una falta que le valió una amonestación y posteriormente tocar 3 veces al árbitro, que significó una nueva amonestación, tras el partido, las críticas llovieron hacia Eduardo Berizzo por parte de la opinión pública y a Gary Medel, quien se vio sobrepasado por Soteldo y Rondón en varias ocasiones, en especial en los últimos dos goles, además de repetir el peor rendimiento de arranque en las eliminatorias (33,3%) igualando el arranque de Nelson Acosta, Juvenal Olmos, Marcelo Bielsa y Reinaldo Rueda. Pese a ello, Berizzo fue ratificado en su puesto, debido a que tuvo que dirigir a la selección chilena en los Juegos Panamericanos de Santiago 2023, donde se dan a conocer nuevas caras en la selección adulta, como el mismo Loyola, Alexander Aravena, Damián Pizarro y Vicente Pizarro, de cara a las próximas fechas clasificatorias. En el torneo panamericano, los 4 jugadores lograron tener destacadas actuaciones, ganando por 1-0 ante México y Uruguay y por una goleada de 5-0 a República Dominicana en fase de grupos, en semifinales derrotaron a Estados Unidos por la mínima, pero cayeron en la final en la tanda de penales ante Brasil tras empatar a 1 en los 120 minutos, obteniendo la medalla de plata.
El 16 de noviembre, Chile se enfrentó a Paraguay en el Estadio Monumental, donde a pesar de que La Roja se mantuvo en ventaja en los 44 minutos del partido debido a la expulsión de Robert Rojas tras una falta a Gabriel Suazo, fue incapaz de marcar la diferencia, sumado a la expulsión de Víctor Felipe Méndez a los 88 minutos tras una falta hacia Andrés Cubas, el partido terminó en un empate sin goles, siendo el primer empate ante La Albirroja en eliminatorias desde 1985, el resultado, junto con los cánticos del público en contra del entrenador de La Roja, provocaron la renuncia de Eduardo Berizzo de la banca de la selección chilena.
Posteriormente el 21 de noviembre y con Nicolás Córdova como director técnico interino en la banca de La Roja, se enfrentó a Ecuador en el estadio Rodrigo Paz Delgado, donde hubo un ambiente hostil, incluyendo una pifiadera al himno chileno por parte de los asistentes del estadio debido al caso Byron Castillo, Chile mostró una mejoría en el juego, sin embargo no pudo evitar la derrota por un gol de Ángel Mena a los 21 minutos de juego, incluso Chile tuvo la oportunidad de empatar el partido durante el segundo tiempo, incluyendo una ocasión de gol desperdiciada por Víctor Dávila tras un pase de Alexis Sánchez, Chile terminó el 2023 con 5 puntos y en la octava posición, con los mismos puntos que Paraguay, pero siendo superado por diferencia de goles (Paraguay: -2, Chile: -4).
2024
A inicios de 2024, la ANFP decidió buscar al próximo entrenador de la selección chilena tras la negativa de Nicolás Córdova de asumir el cargo de entrenador definitivo,entre los candidatos se encontraban José Néstor Pekerman, Gustavo Quinteros, Gabriel Milito, César Farías y Ricardo Gareca,  este último fue el seleccionador de Perú durante 2015 hasta 2022, donde logró clasificar a la Blanquirroja a la cita mundialista de 2018 tras 36 años de ausencia y llegar a la final de la Copa América 2019 tras 44 años sin disputarla, durante el mes de enero hubo rumores de negociaciones para que Gareca fuera el entrenador de la Roja e incluso hubo rumores de que Farías iba a ser el entrenador de la selección de Chile debido a las negociaciones de Gareca con América de Cali, no obstante, se confirmó el 23 de enero que Farías es el nuevo entrenador de los Escarlatas tras la negativa de Gareca en las negociaciones con el club colombiano, oficializando la llegada del Tigre a la Roja el día 24 de enero.
El 8 de marzo dio la primera nómina para los amistosos ante Albania y Francia, destacando los regresos de Claudio Bravo, Eduardo Vargas, Igor Lichnovsky, Mauricio Isla y Carlos Palacios, además de jugadores de la liga nacional como Nicolás Fernández, Cristián Zavala y Marcos Bolados.Sin embargo tras las bajas de Erick Pulgar, Carlos Palacios, Diego Valdés y Javier Altamirano, este último tras sufrir convulsiones en el partido de Estudiantes ante Boca Juniors, Ricardo Gareca de urgencia nominó a Esteban Pavez, Alexander Aravena, Lucas Assadi y Ben Brereton, pese a que este último no había sido considerado para la doble fecha por decisiones del entrenador.En el primer amistoso ante los albaneses, La Roja se impuso con un 0-3, con goles de Eduardo Vargas, Marcos Bolados y Víctor Dávila, mientras que en el segundo fueron derrotados por Les Bleus por 3-2, pese a eso, Chile mostró una buena imagen.Posteriormente Chile tuvo un amistoso ante Paraguay el 11 de junio como previa a la Copa América 2024, logrando una victoria por 3-0, con goles de Víctor Dávila por partida doble y de Eduardo Vargas.
Sin embargo, Chile tuvo una de sus peores participaciones en el certamen continental quedando eliminada en primera fase, algo que no sucedía desde 2004, obteniendo solamente 2 puntos en los 3 partidos de fase de grupos, esto debido al bajo nivel que mostró La Roja en comparación a los amistosos, donde no pudo convertir un gol, junto con las controversias arbitrales que perjudicaron a Chile durante el desarrollo del torneo.
Tras el fracaso en la cita continental, el 23 de agosto Gareca dio la nómina para los partidos ante Argentina y Bolivia en condición de visitante y local respectivamente, entre las novedades se encuentran Lawrence Vigouroux, Thomas Galdames, Williams Alarcón y Carlos Palacios, y se destacó la vuelta de los cuestionados Claudio Baeza, Eduardo Vargas (que llevaba 12 partidos de clasificatorias sin anotar), Eugenio Mena y Jean Meneses. Pero también se destacaron las ausencias de Alexis Sánchez, Igor Lichnovsky (ambos descartados por lesión), Luciano Cabral, Marcelo Morales, Lucas Cepeda y Claudio Bravo, el cual este último anunció su retiro del fútbol profesional el 26 de agosto. En el duelo ante Argentina, Chile perdió por 3 a 0, con goles de Alexis Mac Allister, Julián Álvarez y Paulo Dybala, dejando a la Roja en la 9° posición.
Posteriormente, Chile enfrentó a Bolivia ante la necesidad de ganar, sin embargo, Chile perdió por 1 a 2, por primera vez en la historia de local en partidos oficiales ante los altiplánicos y también significó la primera victoria de Bolivia de visitante en partidos oficiales desde 1993, dejando a Chile casi eliminado, en ese partido Gareca puso por primera vez a Ben Brereton de titular, sin embargo, de forma inéxplicable, lo sustituyó a los 35 minutos de juego por Vicente Pizarro, lo cual generó molestia y pifias del público chileno hacia Ricardo Gareca.
El 10 de octubre, Chile enfrentó a Brasil en el Estadio Nacional, donde Eduardo Vargas anotaría gol en el minuto 2, sin embargo Brasil terminaría ganando por 2 a 1 en los últimos minutos del partido, que junto con la victoria de Perú ante Uruguay por la mínima, relegó a La Roja a la última posición de la tabla, siendo la peor primera rueda de Chile en el formato de todos contra todos de la historia de las eliminatorias.
El 12 de octubre, a 3 días del partido contra Colombia en Barranquilla, Carlos Palacios fue liberado de la convocatoria por "asuntos personales", situación que no se ha aclarado ni por el jugador ni por la selección, sin embargo posteriormente el jugador fue encontrado en la concentración de su club Colo-Colo y en un circo, lo que generó polémica. En el duelo ante los cafeteros, Chile cayó por 4 a 0.
El 15 de noviembre, Chile se enfrentó a Perú en Lima, destacando el regreso de Arturo Vidal a la selección chilena. A pesar de que Chile mostró un mejor desempeño que el conjunto blanquirrojo, no logró marcar la diferencia, terminando el partido con un empate sin goles. Además, la decisión de Gareca de no realizar sustituciones hasta los descuentos del segundo tiempo fue duramente criticada por la prensa chilena y la opinión pública.
El 19 de noviembre, Chile se enfrentó a Venezuela, en donde hubo una fuerte pifiadera al himno venezolano por parte de los asistentes del estadio, en el partido Chile empezó perdiendo con gol de Jeferson Savarino a los 13 minutos de juego, sin embargo, Eduardo Vargas anotó a los 20 minutos de juego, 2 minutos después tras un error de Paulo Díaz, Rubén Ramírez Dos Ramos, anotó el 2 a 1 a favor del conjunto visitante, no obstante, a partir del minuto 29, Chile se mostró sumamente superior a la vinotinto, logrando el empate por un autogol de Tomás Rincón tras un tiro de Gabriel Suazo, posteriormente Lucas Cepeda anotó por partida doble en los minutos 38 y 47, logrando la victoria por 4 a 2. Tras la derrota de Perú ante Argentina, Chile terminó el 2024 en noveno lugar con 9 puntos, a 4 puntos del puesto de repechaje.
2025
Tras el amistoso jugado el 8 de febrero en el Estadio Nacional ante Panamá, el cual Chile ganó por una goleada de 6 a 1, el 7 de marzo Ricardo Gareca dio la nómina para la doble fecha ante Paraguay y Ecuador, en la nómina se destacaron los regresos de Alexis Sánchez, Charles Aránguiz, Diego Valdés y Francisco Sierralta y entre las novedades se encuentran Gabriel Castellón, Erick Wiemberg y Fernando Zampedri, este último tras haber obtenido la nacionalidad chilena. Chile perdió 1-0 con Paraguay en Asunción y empató a 0 ante Ecuador en el Nacional, con opacas presentaciones dejando nuevamente a Chile colista de la clasificatoria con 10 puntos.
El 5 de junio, Chile enfrentó a Argentina perdiendo por la mínima, el gol fue anotado por Julián Álvarez a los 15 minutos de juego y el 10 de junio se enfrentó a Bolivia, Chile necesitaba una victoria con la necesidad de mantenerse con vida en las eliminatorias, no obstante Bolivia se adelantó a los 5 minutos de juego con gol de Miguel Terceros, a pesar de que Chile tuvo un jugador más luego de la expulsión de Lucas Chávez a los 19 minutos, Chile no tuvo claridad en el juego, posteriormente a los 55 minutos, Francisco Sierralta fue expulsado 10 minutos después de ingresar a la cancha tras una fuerte patada en contra de Robson Matheus y a los 90 minutos de juego Enzo Monteiro anotó el 2 a 0 definitivo, dejando a Chile sin opciones matemáticas de clasificar, tras quedar nuevamente sin clasificar a un mundial, Ricardo Gareca fue desvinculado del cargo de entrenador de la selección chilena, siendo Nicolás Córdova el que tomó nuevamente el cargo de entrenador interino para terminar la eliminatoria.

## Jugadores
Listado de jugadores que han participado en las eliminatorias para la Copa Mundial 2026.
| N.º  | Nombre                        | Posición      | Edad    | PJ | Goles | Asist. | Club                                         |
| ---- | ----------------------------- | ------------- | ------- | -- | ----- | ------ | -------------------------------------------- |
| 1    | Fernando de Paul              | Portero       | 34 años |    |       | -      | Colo-Colo                                    |
| 12   | Gabriel Arias                 | Portero       | 37 años | 2  | -5    | -      | Racing Club                                  |
| 12   | Vicente Reyes                 | Portero       | 21 años | 0  | 0     | -      | Cambridge United                             |
| 23   | Brayan Cortés                 | Portero       | 30 años | 12 | -18   | -      | Colo-Colo                                    |
| 1    | Cristóbal Campos (Suplente)   | Portero       | 25 años |    |       | -      | San Antonio Unido                            |
| 1    | Lawrence Vigouroux (Suplente) | Portero       | 31 años |    |       | -      | Swansea City A. F. C.                        |
| 1    | Gabriel Castellón (Suplente)  | Portero       | 31 años |    |       | -      | Universidad de Chile                         |
| 13   | Paulo Díaz                    | Defensa       | 30 años | 8  | 0     | 0      | River Plate                                  |
| 3    | Felipe Loyola                 | Defensa       | 24 años | 9  | 0     | 1      | Independiente                                |
| 2    | Matías Fernández              | Defensa       | 29 años | 1  | 0     | 0      | Independiente del Valle                      |
| 2    | Eugenio Mena                  | Defensa       | 37 años | 1  | 0     | 0      | Universidad Católica                         |
| 6    | Thomas Galdames               | Defensa       | 26 años | 3  | 0     | 0      | Godoy Cruz                                   |
| 4    | Gabriel Suazo                 | Defensa       | 27 años | 11 | 0     | 0      | Toulouse F. C.                               |
| 19   | Juan Delgado                  | Defensa       | 32 años | 2  | 0     | 0      | Sheffield Wednesday                          |
| 4    | Mauricio Isla                 | Defensa       | 37 años | 4  | 0     | 0      | Colo-Colo                                    |
| 14   | Fabián Hormazábal             | Defensa       | 29 años | 3  | 0     | 0      | Universidad de Chile                         |
| 13   | Matías Zaldivia (Suplente)    | Defensa       | 34 años | 0  | 0     | 0      | Universidad de Chile                         |
| 2    | Marcelo Morales               | Defensa       | 22 años | 2  | 0     | 0      | Universidad de Chile                         |
| -    | Nicolás Fernández (Suplente)  | Defensa       | 25 años | 0  | 0     | 0      | Universidad de Chile                         |
| -    | Esteban Matus (Suplente)      | Defensa       | 23 años | 0  | 0     | 0      | Audax Italiano                               |
| 17   | Jonathan Villagra (Suplente)  | Defensa       | 24 años | 0  | 0     | 0      | Colo-Colo                                    |
| 17   | Gary Medel                    | Defensa       | 37 años | 5  | 0     | 0      | Boca Juniors                                 |
| 16   | Nayel Mehssatou               | Defensa       | 22 años | 1  | 0     | 0      | Kortrijk                                     |
| 19   | Benjamín Kuscevic             | Defensa       | 29 años | 2  | 0     | 0      | Fortaleza                                    |
| 3    | Guillermo Maripán             | Defensa       | 31 años | 10 | 0     | 0      | Turín                                        |
| 4    | Francisco Sierralta           | Defensa       | 28 años | 2  | 0     | 0      | Watford                                      |
| -    | Erick Wiemberg (Suplente)     | Defensa       | 31 años | 0  | 0     | 0      | Colo-Colo                                    |
| -    | Matías Sepúlveda (Suplente)   | Defensa       | 26 años | 0  | 0     | 0      | Universidad de Chile                         |
| -    | Iván Román (Suplente)         | Defensa       | 19 años | 0  | 0     | 0      | Atlético Mineiro                             |
| 20   | Charles Aránguiz              | Mediocampista | 36 años | 3  | 0     | 0      | Universidad de Chile                         |
| 8    | Williams Alarcón              | Mediocampista | 24 años | 3  | 0     | 0      | Huracán                                      |
| 20   | Rodrigo Echeverría            | Mediocampista | 30 años | 13 | 0     | 0      | Huracán                                      |
| 10   | Diego Valdés                  | Mediocampista | 31 años | 7  | 1     | 0      | América                                      |
| 10   | Luciano Cabral                | Mediocampista | 30 años | 1  | 0     | 0      | León                                         |
| 11   | Darío Osorio                  | Mediocampista | 21 años | 8  | 0     | 0      | Midtjylland                                  |
| 7    | Marcelino Núñez               | Mediocampista | 25 años | 7  | 1     | 0      | Norwich City                                 |
| 17   | Esteban Pavez                 | Mediocampista | 34 años | 3  | 0     | 0      | Colo-Colo                                    |
| 8    | Alfred Canales (Suplente)     | Mediocampista | 25 años | 0  | 0     | 0      | Universidad Católica                         |
| 14   | Víctor Méndez                 | Mediocampista | 25 años | 3  | 0     | 0      | CSKA Moscú                                   |
| 21   | César Fuentes (Suplente)      | Mediocampista | 32 años | 0  | 0     | 0      | Colo-Colo                                    |
| 17   | César Pérez                   | Mediocampista | 22 años | 1  | 0     | 0      | Unión La Calera                              |
| 16   | Vicente Pizarro               | Mediocampista | 22 años | 5  | 0     | 0      | Colo-Colo                                    |
| 9    | Carlos Palacios               | Mediocampista | 25 años | 3  | 0     | 0      | Colo-Colo                                    |
| 13   | Erick Pulgar                  | Mediocampista | 31 años | 7  | 0     | 1      | Flamengo                                     |
| 16   | Ulises Ortegoza               | Mediocampista | 28 años | 1  | 0     | 0      | Talleres                                     |
| 19   | Javier Altamirano             | Mediocampista | 25 años | 2  | 0     | 0      | Estudiantes de La Plata Universidad de Chile |
| 8    | Arturo Vidal                  | Mediocampista | 38 años | 7  | 1     | 0      | Colo-Colo                                    |
| 8    | Rodrigo Ureña                 | Mediocampista | 32 años | 1  | 0     | 0      | Universitario de Deportes                    |
| 7    | Alexis Sánchez                | Delantero     | 36 años | 7  | 0     | 0      | Udinese                                      |
| 19   | Víctor Dávila                 | Delantero     | 27 años | 9  | 0     | 0      | América                                      |
| 22   | Benjamin Brereton Díaz        | Delantero     | 26 años | 8  | 0     | 0      | Southampton                                  |
| 9    | Alexander Aravena             | Delantero     | 22 años | 9  | 0     | 1      | Grêmio                                       |
| 11   | Eduardo Vargas                | Delantero     | 35 años | 8  | 3     | 1      | Club Nacional                                |
| 9/14 | Felipe Mora                   | Delantero     | 31 años | 2  | 0     | 0      | Portland Timbers                             |
| 14   | Gonzalo Tapia                 | Delantero     | 23 años | 3  | 0     | 0      | Universidad Católica                         |
| 16   | Diego Rubio (Suplente)        | Delantero     | 32 años | 0  | 0     | 0      | Colorado Rapids                              |
| 7    | Maximiliano Guerrero          | Delantero     | 25 años | 3  | 0     | 0      | Deportes La Serena Universidad de Chile      |
| 5/20 | Lucas Cepeda                  | Delantero     | 23 años | 6  | 2     | 0      | Colo-Colo                                    |
| 21   | Damián Pizarro                | Delantero     | 19 años | 1  | 0     | 0      | Udinese                                      |
| 11   | Marcos Bolados (Suplente)     | Delantero     | 29 años | 0  | 0     | 0      | Colo-Colo                                    |
| 18   | Bruno Barticciotto (Suplente) | Delantero     | 24 años | 0  | 0     | 0      | Talleres                                     |
| 22   | Lucas Assadi                  | Delantero     | 21 años | 1  | 0     | 0      | Universidad de Chile                         |
| 28   | Clemente Montes (Suplente)    | Delantero     | 24 años | 0  | 0     | 0      | Universidad Católica                         |
| 22   | Fernando Zampedri             | Delantero     | 37 años | 1  | 0     | 0      | Universidad Católica                         |

NOTA: Los jugadores marcados como "suplentes" no llegaron a participar en ningún encuentro.

## Tabla de posiciones
| Pos. | Selección | Pts. | PJ | G  | E | P  | GF | GC | Dif. |
| ---- | --------- | ---- | -- | -- | - | -- | -- | -- | ---- |
| 1.   | Argentina | 35   | 16 | 11 | 2 | 3  | 28 | 9  | +19  |
| 2.   | Ecuador   | 25   | 16 | 7  | 7 | 2  | 13 | 5  | +8   |
| 3.   | Brasil    | 25   | 16 | 7  | 4 | 5  | 21 | 16 | +5   |
| 4.   | Uruguay   | 24   | 16 | 6  | 6 | 4  | 19 | 12 | +7   |
| 5.   | Paraguay  | 24   | 16 | 6  | 6 | 4  | 13 | 10 | +3   |
| 6.   | Colombia  | 22   | 16 | 5  | 7 | 4  | 19 | 15 | +4   |
| 7.   | Venezuela | 18   | 16 | 4  | 6 | 6  | 15 | 19 | –4   |
| 8.   | Bolivia   | 17   | 16 | 5  | 2 | 9  | 16 | 32 | –16  |
| 9.   | Perú      | 12   | 16 | 2  | 6 | 8  | 6  | 17 | –11  |
| 10.  | Chile     | 10   | 16 | 2  | 4 | 10 | 9  | 24 | –15  |

| L\V                  | Bandera de Argentina | Bandera de Bolivia | Bandera de Brasil | Bandera de Chile | Bandera de Colombia | Bandera de Ecuador | Bandera de Paraguay | Bandera de Perú | Bandera de Uruguay | Bandera de Venezuela |
| Bandera de Argentina |                      | 6:0                | 4:1               | 3:0              | 1:1                 | 1:0                | 1:0                 | 1:0             | 0:2                | :                    |
| Bandera de Bolivia   | 0:3                  |                    | :                 | 2:0              | 1:0                 | 1:2                | 2:2                 | 2:0             | 0:0                | 4:0                  |
| Bandera de Brasil    | 0:1                  | 5:1                |                   | :                | 2:1                 | 1:0                | 1:0                 | 4:0             | 1:1                | 1:1                  |
| Bandera de Chile     | 0:1                  | 1:2                | 1:2               |                  | 0:0                 | 0:0                | 0:0                 | 2:0             | :                  | 4:2                  |
| Bandera de Colombia  | 2:1                  | :                  | 2:1               | 4:0              |                     | 0:1                | 2:2                 | 0:0             | 2:2                | 1:0                  |
| Bandera de Ecuador   | :                    | 4:0                | 0:0               | 1:0              | 0:0                 |                    | 0:0                 | 1:0             | 2:1                | 2:1                  |
| Bandera de Paraguay  | 2:1                  | 1:0                | 1:0               | 1:0              | 0:1                 | :                  |                     | 0:0             | 2:0                | 2:1                  |
| Bandera de Perú      | 0:2                  | 3:1                | 0:1               | 0:0              | 1:1                 | 0:0                | :                   |                 | 1:0                | 1:1                  |
| Bandera de Uruguay   | 0:1                  | 3:0                | 2:0               | 3:1              | 3:2                 | 0:0                | 0:0                 | :               |                    | 2:0                  |
| Bandera de Venezuela | 1:1                  | 2:0                | 1:1               | 3:0              | :                   | 0:0                | 1:0                 | 1:0             | 0:0                |                      |

|  | Clasificados a la Copa Mundial de Fútbol de 2026. |
|  | Clasificado a la Repesca Internacional.           |

### Evolución de posiciones
| País / Fecha | 1   | 2   | 3   | 4   | 5   | 6   | 7   | 8   | 9    | 10   | 11   | 12  | 13   | 14   | 15   | 16   | 17  | 18  |
| ------------ | --- | --- | --- | --- | --- | --- | --- | --- | ---- | ---- | ---- | --- | ---- | ---- | ---- | ---- | --- | --- |
| Chile        | 8.º | 8.º | 5.º | 8.º | 8.º | 8.º | 9.º | 9.º | 10.º | 10.º | 10.º | 9.º | 10.º | 10.º | 10.º | 10.º | ?.º | ?.º |

### Puntos obtenidos contra cada selección durante las eliminatorias
| VS        | Bandera de Argentina | Bandera de Bolivia | Bandera de Brasil | Bandera de Colombia | Bandera de Ecuador | Bandera de Paraguay | Bandera de Perú | Bandera de Uruguay | Bandera de Venezuela | Total |
| --------- | -------------------- | ------------------ | ----------------- | ------------------- | ------------------ | ------------------- | --------------- | ------------------ | -------------------- | ----- |
| Local     | 0                    | 0                  | 0                 | 1                   | 1                  | 1                   | 3               | ?                  | 3                    | 9     |
| Visitante | 0                    | 0                  | ?                 | 0                   | 0                  | 0                   | 1               | 0                  | 0                    | 1     |
| Total     | 0                    | 0                  | 0                 | 1                   | 1                  | 1                   | 4               | 0                  | 3                    | 10    |

## Partidos

### Primera vuelta
| 8 de septiembre de 2023, 20:00 (UTC-3) | Uruguay                                 | 3:1 (2:0) | Chile     | Estadio Centenario, Montevideo                                                |                                                                               |
|                                        | N. de la Cruz 38', 71' · Valverde 45+2' | Reporte   | Vidal 74' | Asistencia: 49 713 espectadores Árbitro(s): Darío Herrera VAR: Mauro Vigliano | Asistencia: 49 713 espectadores Árbitro(s): Darío Herrera VAR: Mauro Vigliano |

| 12 de septiembre de 2023, 21:30 (UTC-3) | Chile | 0:0     | Colombia | Estadio Monumental, Santiago                                                |                                                                             |
|                                         |       | Reporte |          | Asistencia: 37 081 espectadores Árbitro(s): Jesús Valenzuela VAR: Juan Soto | Asistencia: 37 081 espectadores Árbitro(s): Jesús Valenzuela VAR: Juan Soto |

| 12 de octubre de 2023, 21:00 (UTC-3) | Chile                    | 2:0 (0:0) | Perú | Estadio Monumental, Santiago                                                |                                                                             |
|                                      | Valdés 74' · Núñez 90+1' | Reporte   |      | Asistencia: 36 847 espectadores Árbitro(s): Wilmar Roldán VAR: Jhon Perdomo | Asistencia: 36 847 espectadores Árbitro(s): Wilmar Roldán VAR: Jhon Perdomo |

| 17 de octubre de 2023, 17:00 (UTC-4) | Venezuela                                 | 3:0 (1:0) | Chile | Estadio Monumental, Maturín                                                   |                                                                               |
|                                      | - Soteldo 45+1' - Rondón 72' - Machís 79' | Reporte   |       | Asistencia: 48 076 espectadores Árbitro(s): Flavio de Souza VAR: Rafael Traci | Asistencia: 48 076 espectadores Árbitro(s): Flavio de Souza VAR: Rafael Traci |

| 16 de noviembre de 2023, 21:30 (UTC-3) | Chile | 0:0     | Paraguay | Estadio Monumental, Santiago                                                      |                                                                                   |
|                                        |       | Reporte |          | Asistencia: 30 076 espectadores Árbitro(s): Fernando Rapallini VAR: Silvio Trucco | Asistencia: 30 076 espectadores Árbitro(s): Fernando Rapallini VAR: Silvio Trucco |

| 21 de noviembre de 2023, 18:30 (UTC-5) | Ecuador  | 1:0 (1:0) | Chile | Estadio Rodrigo Paz Delgado, Quito                                                |                                                                                   |
|                                        | Mena 21' | Reporte   |       | Asistencia: 36 873 espectadores Árbitro(s): Anderson Daronco VAR: Rodrigo Guarizo | Asistencia: 36 873 espectadores Árbitro(s): Anderson Daronco VAR: Rodrigo Guarizo |

| 5 de septiembre de 2024, 21:00 (UTC-3) | Argentina                                       | 3:0 (0:0) | Chile | Estadio Monumental, Buenos Aires                                            |                                                                             |
|                                        | - Mac Allister 48' - Álvarez 84' - Dybala 90+1' | Reporte   |       | Asistencia: 52 160 espectadores Árbitro(s): Jesús Valenzuela VAR: Juan Soto | Asistencia: 52 160 espectadores Árbitro(s): Jesús Valenzuela VAR: Juan Soto |

| 10 de septiembre de 2024, 18:00 (UTC-3) | Chile      | 1:2 (1:2) | Bolivia                        | Estadio Nacional, Santiago                 |                                            |
| | Vargas 39' | Reporte   | Algarañaz 13' · Terceros 45+1' | Árbitro(s): Juan Benítez VAR: Derlis López | Árbitro(s): Juan Benítez VAR: Derlis López |
| Primera victoria como visitante de la selección de Bolivia en eliminatorias sudamericanas después de 31 años y 54 días (67 partidos). Primera victoria de Bolivia como visitante en Chile por eliminatorias sudamericanas. |            |           |                                |                                            |                                            |

| 10 de octubre de 2024, 21:00 (UTC-3) | Chile     | 1:2 (1:1) | Brasil                               | Estadio Nacional, Santiago                    |                                               |
|                                      | Vargas 2' | Reporte   | Igor Jesús 45+1' · Luiz Henrique 89' | Árbitro(s): Darío Herrera VAR: Héctor Paletta | Árbitro(s): Darío Herrera VAR: Héctor Paletta |

### Segunda vuelta
| 15 de octubre de 2024, 15:30 (UTC-5) | Colombia                                                 | 4:0 (1:0) | Chile | Estadio Metropolitano, Barranquilla         |                                             |
|                                      | D. Sánchez 34' · Díaz 52' · Durán 82' · Sinisterra 90+3' | Reporte   |       | Árbitro(s): Jesús Valenzuela VAR: Juan Soto | Árbitro(s): Jesús Valenzuela VAR: Juan Soto |

| 15 de noviembre de 2024, 20:30 (UTC-5) | Perú | 0:0          | Chile | Estadio Monumental, Lima                     |                                              |
| |      | FIFA Reporte |       | Árbitro(s): Wilton Sampaio VAR: Wagner Reway | Árbitro(s): Wilton Sampaio VAR: Wagner Reway |
| Originalmente el partido estaba planeado para jugarse en el estadio Nacional en la misma ciudad, pero la sede fue cambiada al estadio Monumental por motivos de seguridad por la reunión de la APEC 2024 que se realizó en Perú. |      |              |       |                                              |                                              |

| 19 de noviembre de 2024, 21:00 (UTC-3) | Chile                                            | 4:2 (3:2) | Venezuela                  | Estadio Nacional, Santiago                    |                                               |
|                                        | Vargas 20' · Rincón 29' (a.g.) · Cepeda 38', 47' | Reporte   | Savarino 13' · Ramírez 22' | Árbitro(s): Facundo Tello VAR: Mauro Vigliano | Árbitro(s): Facundo Tello VAR: Mauro Vigliano |

| 20 de marzo de 2025, 20:00 (UTC-3) | Paraguay     | 1:0 (0:0) | Chile | Estadio Defensores del Chaco, Asunción                                      |                                                                             |
|                                    | Alderete 60' | Reporte   |       | Asistencia: 31 193 espectadores Árbitro(s): Raphael Claus VAR: Daniel Nobre | Asistencia: 31 193 espectadores Árbitro(s): Raphael Claus VAR: Daniel Nobre |

| 25 de marzo de 2025, 21:00 (UTC-3) | Chile | 0:0     | Ecuador | Estadio Nacional, Santiago                   |                                              |
|                                    |       | Reporte |         | Árbitro(s): Gustavo Tejera VAR: Andrés Cunha | Árbitro(s): Gustavo Tejera VAR: Andrés Cunha |

| 5 de junio de 2025, 21:00 (UTC-4) | Chile | 0:1 (0:1) | Argentina   | Estadio Nacional, Santiago                  |                                             |
|                                   |       | Reporte   | Álvarez 16' | Árbitro(s): Jesús Valenzuela VAR: Juan Soto | Árbitro(s): Jesús Valenzuela VAR: Juan Soto |

| 10 de junio de 2025, 16:00 (UTC-4) | Bolivia                      | 2:0 (1:0) | Chile | Estadio Municipal, El Alto                           |                                                      |
|                                    | - Terceros 5' - Monteiro 90' | Reporte   |       | Árbitro(s): Esteban Ostojich VAR: Cristhian Ferreyra | Árbitro(s): Esteban Ostojich VAR: Cristhian Ferreyra |

| 4 de septiembre de 2025 | Brasil | vs. | Chile |                            |  |
|                         |        |     |       | Árbitro(s): [[]] VAR: [[]] |  |

| 9 de septiembre de 2025 | Chile | vs. | Uruguay |                            |  |
|                         |       |     |         | Árbitro(s): [[]] VAR: [[]] |  |

## Estadísticas

### Generales
| Pts | PJ | PG | PE | PP | GF | GC | Dif | Resultado |
| --- | -- | -- | -- | -- | -- | -- | --- | --------- |
| 10  | 16 | 2  | 4  | 10 | 9  | 24 | –15 | ?° lugar  |

### Goleadores
| Jugador         | Goles | Jugada | Cabeza | T. libre | Penal |
| Eduardo Vargas  | 3     | 2      | 1      | 0        | 0     |
| --------------- | ----- | ------ | ------ | -------- | ----- |
| Lucas Cepeda    | 2     | 2      | 0      | 0        | 0     |
| Arturo Vidal    | 1     | 1      | 0      | 0        | 0     |
| Diego Valdés    | 1     | 1      | 0      | 0        | 0     |
| Marcelino Núñez | 1     | 1      | 0      | 0        | 0     |

### Asistencias
| Jugador           | Asistencias |
| Erick Pulgar      | 1           |
| ----------------- | ----------- |
| Lucas Cepeda      | 1           |
| Eduardo Vargas    | 1           |
| Alexander Aravena | 1           |
| Felipe Loyola     | 1           |